# گلیکوزیل

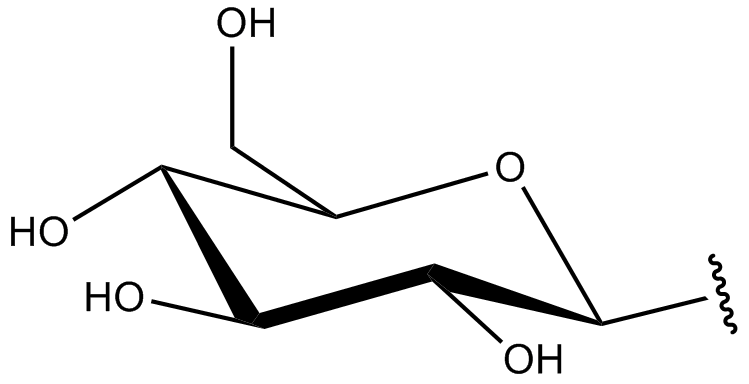
گروه D-β-گلوکوپیرانوزیل که با حذف گروه هیدروکسیل همی استال از D-β-گلوکوپیرانوز به دست می‌آید.

گروه گلیکوزیل (به انگلیسی: Glycosyl) یک رادیکال آزاد یا ساختار استخلافی تک‌ظرفیتی است که با حذف گروه هیدروکسیلِ همی استال از شکل حلقوی یک مونوساکارید تشکیل می‌شود و در نتیجه یک الیگوساکارید پایین‌تر به دست می‌آید. همچنین گلیکوزیل با اسیدهای معدنی مانند فسفریک اسید واکنش می‌دهد و استری مانند گلوکز ۱-فسفات را تشکیل می‌دهد.